# Hilleshögby
Hilleshögby (Hilleshög), äldre stavning Hillersjö, är sedan 2015 en tätort i Ekerö kommun och kyrkbyn i Hilleshögs socken. Orten är belägen vid Hilleshögsviken på den nordöstra delen av Färingsö, omkring 15 kilometer norr om Tappström. 
I Hilleshögby finns Hilleshögs kyrka. På Hillersjö gård, omedelbart söder om tätbebyggelsen i Hilleshögby, finns den bekanta runristningen Hillersjöhällen.

## Befolkningsutveckling
| Befolkningsutvecklingen i Hilleshögby 2015–2020                                    | Befolkningsutvecklingen i Hilleshögby 2015–2020 | Befolkningsutvecklingen i Hilleshögby 2015–2020 | Befolkningsutvecklingen i Hilleshögby 2015–2020 | Befolkningsutvecklingen i Hilleshögby 2015–2020 |
| ---------------------------------------------------------------------------------- | ----------------------------------------------- | ----------------------------------------------- | ----------------------------------------------- | ----------------------------------------------- |
|                                                                                    |                                                 |                                                 |                                                 |                                                 |
| År                                                                                 |                                                 |                                                 | Folkmängd                                       | Areal (ha)                                      |
| 2015                                                                               | 2015                                            |                                                 | 217                                             | 76                                              |
| 2020                                                                               | 2020                                            |                                                 | 223                                             | 74                                              |
| Anm.: Ny tätort 2015. Var tidigare småort som 2010 hade 176 invånare på 45 hektar. |                                                 |                                                 |                                                 |                                                 |